# 絕代雙嬌
《絕代雙嬌》是一部2008年上映的香港電影。由葉念琛導演，鄧麗欣、吳雨霏領銜主演。於2008年11月27日上映。

## 簡介
林鳳嬌（鄧麗欣飾）和徐嬌（吳雨霏飾），從小到大已勢成水火，終日鬥氣。
長大後，林鳳嬌成為了全城知名的時裝專欄作家，為人尖酸刻薄的她，最愛品評城中名人的衣著打扮，但亦因言論出位而受讀者推崇愛戴，人氣高企；相反徐嬌卻對事業沒大野心，她跟家人在舊區經營傳統裙掛店，雖然生活平淡，但樂天愜意，無憂無慮。
林鳳嬌和徐嬌的舊同學結婚了，二人獲邀出席對方的婚前派對。多年不見的林和徐在派對中狹路相逢，又勾起了過去一段恩怨情仇。恃靚生嬌的林對多番奚落，更聯同一班損友想出詭計把徐戲弄一番！可憐的徐被林整蠱後，無地自容地奪門而去。目睹眼中釘出醜當場，林大感心涼。
林高興離開派對，卻料不到含恨在心的徐在升降機外埋伏，徐跟林大打出手，混亂間升降機發生故障，二人觸電暈倒。
林和徐被送入醫院，經搶救後甦醒過來。但意想不到的事情卻發生了···
林和徐驀然發現，自己竟然變了另一個人。但故事此刻才剛剛開始···

## 演員

### 嬌生堂
| 演員   | 角色   | 關係/暱稱 |
| 鄧麗欣 | 林鳳嬌 | 阿嬌、Underwear、豬豬 徐嬌死敵，後成好友 家明、朱長粉前女友 Feli、Farlei老闆 思樂冰老闆 嬌生堂老闆娘 角色名字同：林鳳嬌 |
| 鄧麗欣 | 徐嬌   | 嬌嬌 徐少強之妹 林鳳嬌死敵，後成好友 角色名字同：徐嬌                                                                   |
| 張紋嘉 | Feli   | 廢柴 林鳳嬌助手 嬌生堂員工                                                                                              |
| 黎美言 | Farlei | 廢柴 林鳳嬌助手 嬌生堂員工                                                                                              |
| 梁祖堯 | 朱長粉 | 林鳳嬌前男友 思樂冰男友                                                                                                 |
| 周秀娜 | 思樂冰 | Baby、Janlalobaby 朱長粉女友 林鳳嬌前鐘點工人                                                                           |

### 徐家
| 演員   | 角色   | 關係/暱稱 |
| 森美   | 徐少強 | 強哥 徐嬌之兄 金銀珠男友 角色名字同：徐少強                                                                             |
| 吳雨霏 | 徐嬌   | 嬌嬌 徐少強之妹 林鳳嬌死敵，後成好友 家明女友 角色名字同：徐嬌                                                          |
| 吳雨霏 | 林鳳嬌 | 阿嬌、Underwear、豬豬 徐嬌死敵，後成好友 家明、朱長粉前女友 Feli、Farlei老闆 思樂冰老闆 嬌生堂老闆娘 角色名字同：林鳳嬌 |

### 金家
| 演員   | 角色   | 關係/暱稱                                   |
| 田啟文 | 金利來 | 老豆 裙褂鋪老闆 金銀珠、金銀寶之父 討厭徐嬌 |
| 唐素琪 | 金銀珠 | 珠珠 金銀寶之姊 徐少強女友 討厭徐嬌         |
| 張惠雅 | 金銀寶 | 寶寶 金銀珠之妹 討厭徐嬌                    |

### 其他演員
| 演員   | 角色   | 關係/暱稱                             |
| 關楚耀 | 家明   | 徐嬌男友及舊同學 林鳳嬌前男友及舊同學 |
| 小肥   | 李低能 | 醫生 林鳳嬌好友 角色名字影射：李家仁  |
| 區文詩 | 八珍   | 雜誌社總編輯                          |
| 張嘉倫 | 貓麵   | 藝人 角色名字及造型影射：鄭伊健       |
| 馬凱儀 | KiKi   | 藝人 角色名字及造型影射：梁詠琪       |
| 朱咪咪 | 三姨   | 貓麵經理人                            |
| 陸浩明 | 六號   | 記者                                  |
| 楊詩敏 | 經紀朱 |                                       |
| 孫慧雪 | 伴娘   | 金銀珠朋友                            |
| 盧惠光 | 泰國佬 |                                       |
| 侯煥玲 | 老婆婆 |                                       |

## 歌曲
- 主題曲：
  - 〈絕代雙嬌〉 - 鄧麗欣、吳雨霏
- 插曲：
  - 〈小野蠻〉 - HotCha
  - 〈中華冷面〉 - 鄧麗欣
  - 〈戀愛疲勞〉 - 吳雨霏

## 外部連結
- 《絕代雙嬌》官方網站
- 豆瓣电影上《絕代雙嬌》的資料 （简体中文）
- 时光网上《絕代雙嬌》的資料（简体中文）
- 爛番茄上《絕代雙嬌》的資料（英文）
- 香港影庫上《絕代雙嬌》的資料（繁體中文）
- 互联网电影数据库（IMDb）上《絕代雙嬌》的资料（英文）